# داراختر گلوبنددار
داراختر گلوبنددار (نام علمی: Chaetocercus heliodor) گونه‌ای از مرغ‌های مگس در تبار عسل‌نوش‌تباران (Mellisugini) از زیرتیرهٔ مگس‌مرغیان (Trochilinae)، «مرغ‌های مگس زنبوری» است. در کلمبیا، اکوادور و ونزوئلا یافت می‌شود.

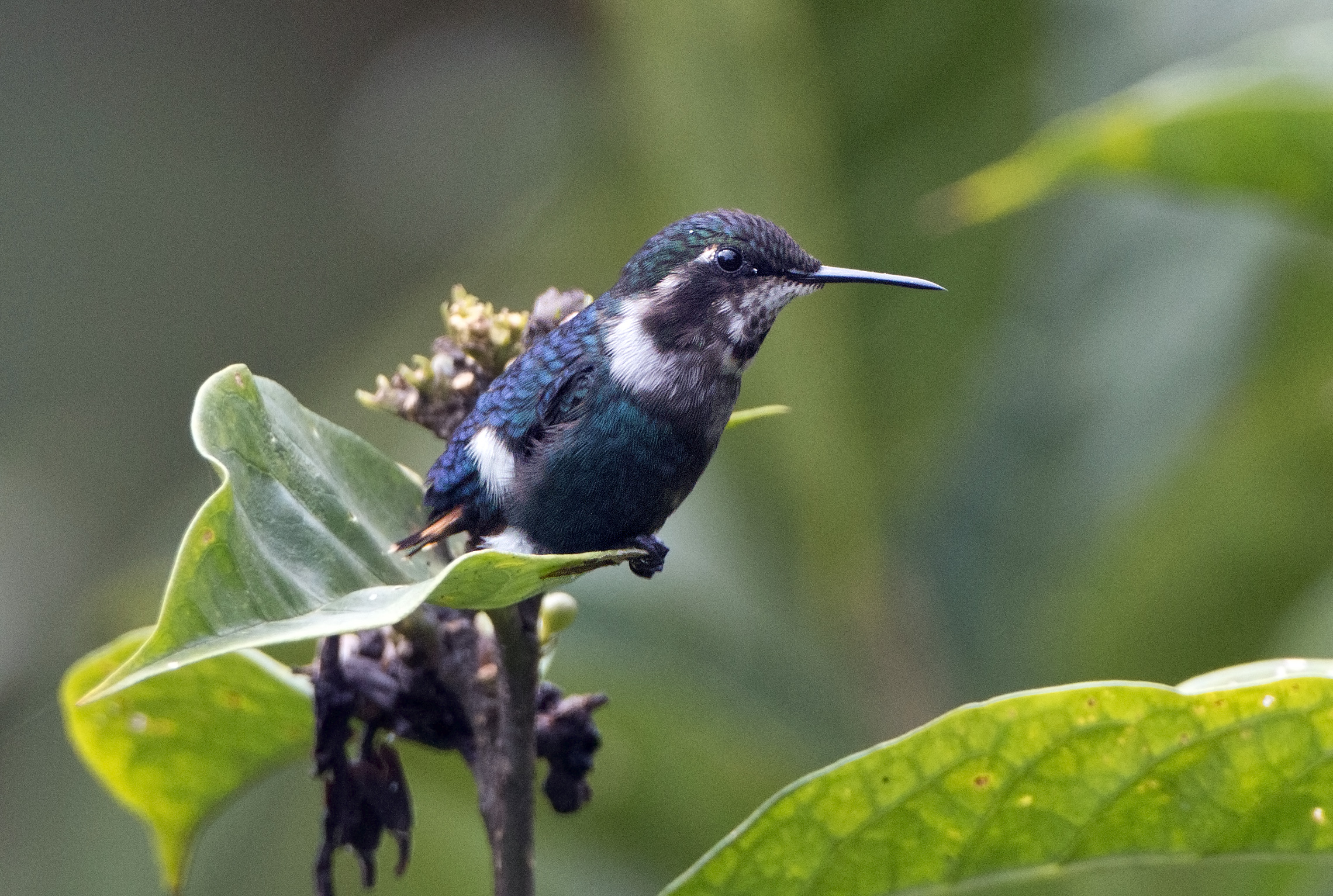
نر داراختر گلوبنددار (Chaetocercus heliodor)، ماکاس اکوادور